# Castillo de Mey
El Castillo de Mey (antiguamente Castillo Barrogill) es un castillo-palacio de Caithness, en la costa norte de Escocia, a unos 9 km al oeste del extremo norte del país, John o' Groats. Con tiempo favorable, desde el castillo se pueden ver las islas Órcadas.

## Historia
El Castillo de Mey fue construido en el siglo XVI por George Sinclair, el cuarto Conde de Caithness, en el lugar de una antigua fortificación.
El castillo estaba en ruinas cuando, en 1952, la Reina Isabel, Reina Madre, viuda del Rey Jorge VI del Reino Unido, que había muerto a principios de año, lo compró. La Reina Madre empezó a restaurar el castillo como segunda residencia. Lo visitaba regularmente en agosto y en octubre desde 1955 hasta que murió en 2002 (su última visita fue en octubre de 2001).

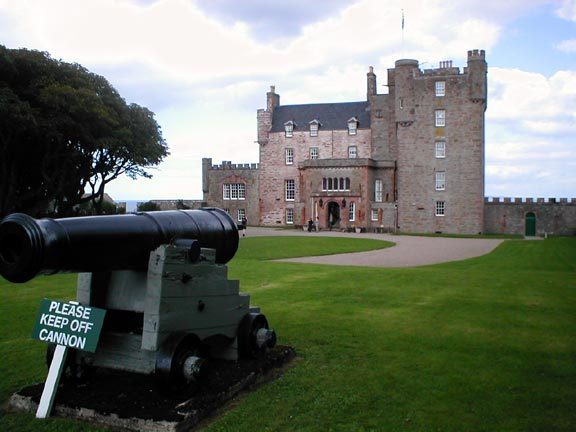
Castillo de Mey.

En julio de 1996, la Reina Madre cedió la propiedad a la Fundación del Castillo de Mey de su hija, la Reina Isabel II, y se ha abierto el castillo y el jardín al público, de manera regular, desde su muerte. Actualmente, está abierto todos los días de la semana desde el 1 de mayo hasta el 30 de septiembre de cada año, aunque se cierra normalmente durante diez días entre finales de julio y principios de agosto, cuando el duque y la Duquesa de Rothesay (los títulos de Carlos III y Camilla Parker-Bowles en Escocia antes de ascender al trono) se alojaban en el castillo. La Fundación abrió un impresionante Centro de Información a principios de 2007 y el número de visitantes para aquel año alcanzó los 29.000, consolidando su posición como una de las atracciones turísticas más importantes del norte de Escocia.

## Leyenda del fantasma
Según dicen, el castillo está encantado por la Dama Verde, el fantasma de la hija de Jorge, quinto Conde de Caithness, Isabel Sinclair. Como se enamoró de un labrador del pueblo, la chica infeliz fue encarcelada por su padre enfadado en el ático del castillo y, en un momento de desesperación, se tiró por la ventana.